# Marie Curie prend un amant
Marie Curie prend un amant est un récit d'Irène Frain publié en 2015.

## Résumé
Après trois ans de deuil très douloureusement vécu (Pierre Curie était mort en 1906), Marie Curie s'éprend de Paul Langevin, très brillant physicien également ex-étudiant de Pierre, alors qu'il est battu par sa femme et en instance de divorce. Les amants se rencontrent le soir dans un deux-pièces du 13e arrondissement de Paris. La fille de Marie, Irène, découvre la relation de sa mère dans les journaux à l'âge de 14 ans. Il s'agit d'un énorme scandale médiatique, et d'après l'auteure, ce scandale a été délibérément fomenté. Marie Curie est traquée et la maison de la famille à Sceaux est caillassée d'une manière très brutale.
Jeanne Langevin attaque en justice Paul, qui lui laisse les enfants, pour éviter le procès. Marie meurt en 1934. Paul est arrêté par la Gestapo en 1940, fuit en Suisse, adhère au Parti communiste en 1945 et meurt en 1946. En 1948, Hélène, petite-fille de Marie, épouse Michel, petit-fils de Paul.
Fondé sur une enquête historique sérieuse, ce récit romanesque rend compte de l'état de la société du début du XXe siècle vis-à-vis de l’émancipation des femmes (Marie Curie étant une des premières femmes scientifiques à recevoir un prix Nobel, reste à ce jour la seule à en avoir reçu deux, dans deux disciplines différentes), notamment l'ingratitude et la violente intolérance de la presse de l'époque.